# Marcel Buysse
Marcel Buysse (eigenlijk Buyze) (Wontergem, 11 november 1889 - Gent, 3 oktober 1939) was een Belgische wielrenner. Hij was prof van 1909 tot 1926.
Zijn doorbraak kwam in 1912 met een vierde plaats in de Ronde van Frankrijk. Het jaar nadien won Buysse zes ritten, maar verloor de Tour door een vorkbreuk op de Esterel in de rit naar Grenoble. Buysse won de tweede editie van de Ronde van Vlaanderen in 1914. Daarnaast won hij ook een etappe in de Ronde van Italië van 1920. Ook op de piste kende 'De Grote' succes met een overwinning in de Zesdaagse van Brussel.
Buysse is de broer van Tourwinnaar Lucien Buysse, Jules Buysse en vader van Norbert Buysse en Albert Buysse. Hij is geen familie van renner Achiel Buysse.

## Resultaten in voornaamste wedstrijden
| Jaar | Ronde van Italië | Ronde van Frankrijk | Ronde van Spanje |
| ---- | ---------------- | ------------------- | ---------------- |
| 1912 |                  | 4e                  |                  |
| 1913 |                  | ↑ (6)               |                  |
| 1914 |                  | opgave              |                  |
| 1919 | ↑                | opgave              |                  |
| 1920 | 6e               |                     |                  |

| Jaar | Ronde van Vlaanderen | Parijs-Roubaix |
| ---- | -------------------- | -------------- |
| 1912 |                      |                |
| 1913 |                      | 21e            |
| 1914 | ↑                    |                |
| 1919 |                      |                |
| 1920 |                      | 10e            |

- 1e  Moorslede, 1910
- 1e Großer Sachsenpreis, 1912
- 3e etappe Ronde van België, 1913
- 1e etappe Ronde van België, 1914
- 1e Zesdaagse van Brussel, 1920
- 1e Parijs - Dinantb, 1921
- 1e Arlon - Oostende, 1921
- 1e Zesdaagse van Vlaanderen,  1922
- 1e Zesdaagse van New York, 1924